# Moyeuvre-Grande
Moyeuvre-Grande là một xã trong vùng Grand Est, thuộc tỉnh Moselle, quận Thionville-Ouest, tổng Moyeuvre-Grande. Tọa độ địa lý của xã là 49° 15' vĩ độ bắc, 06° 02' kinh độ đông. Moyeuvre-Grande nằm trên độ cao trung bình là 200 mét trên mực nước biển, có điểm thấp nhất là 168 mét và điểm cao nhất là 330 mét. Xã có diện tích 9,59 km², dân số vào thời điểm 1999 là 8992 người; mật độ dân số là 938 người/km².